# Kubb
Kubb – rodzaj gry parkowej wywodzącej się ze Szwecji, która powstała w 1990 roku.

## Elementy gry
Do gry potrzebne są:
- Król - klocek o kształcie zbliżonym do prostopadłościanu, wysokość ok. 30 cm, o podstawie 9x9 cm;
- 10 obrońców - prostopadłościany o podstawie 7x7 cm i wysokości 15 cm;
- 6 kołków - cylindry długości 30 cm i średnicy 4 cm.

Wszystkie elementy wykonane są z drewna.

### Obszar gry

Teren do gry powinien mieć wymiary 5 x 8 m, chociaż wymiary można dostosować do potrzeb uczestników. Zwykle gra się na trawie, ale można też grać na piasku czy śniegu.
Małe patyki wbija się w narożnikach terenu oraz w połowie jego długości, aby podzielić teren optycznie na pół.
Króla ustawia się na środku terenu.
Obrońców ustawia się na liniach końcowych boiska, 5 po każdej ze stron. Zarówno król jak i obrońcy stoją na swych kwadratowych podstawach.

## Zasady

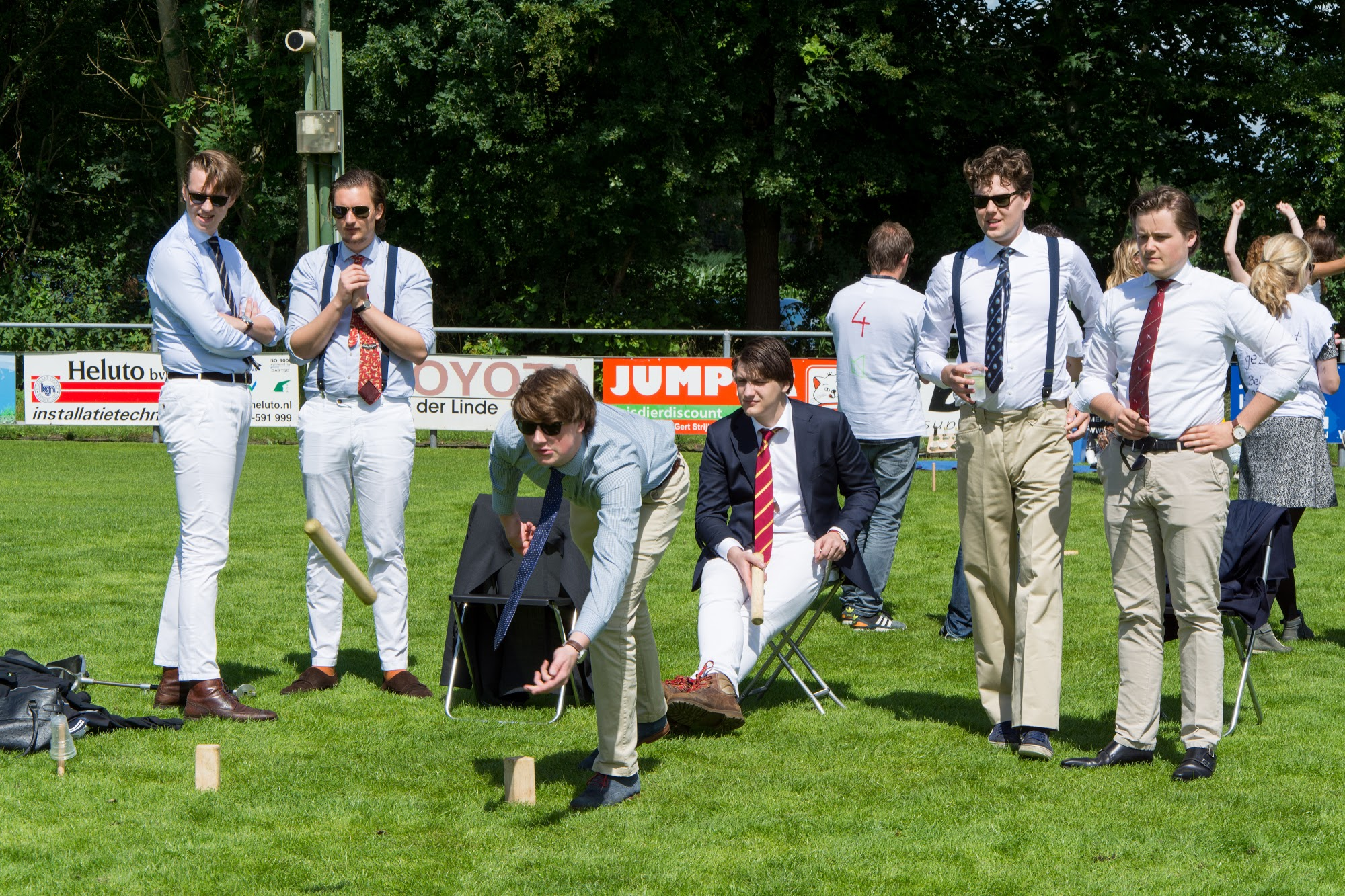
Holenderski zespół Kubb Jan-Diederick en de Ravenvangers na Mistrzostwach Holandii w 2016 roku

Zawodnicy dzielą się na 2 drużyny. Każda staje przy własnej linii końcowej, na której stoją jej obrońcy.
Drewniane kołki rzuca się od dołu. Obrońców również rzuca się od dołu, ale dodatkowo można wprowadzić je w ruch obrotowy.
Gra toczy się turami - zmiana następuje po wyrzuceniu przez drużynę wszystkich kołków (6).
Ekipa A rzuca kołkami w obrońców drużyny B, aby je zbić.
"Zbitych obrońców" przerzuca na połowę przeciwnika i stają się oni obrońcami przeciwnika (drużyny A).
Następnie rzucając 6 kołkami ekipa B stara się zbić jak najwięcej obrońców drużyny A (najpierw te, które wcześniej zbiła drużyna A i zostały wyrzucone przez drużynę B na połowę drużyny A).
Gdy jacyś obrońcy stoją na polu danej drużyny (przeciwnicy nie zbili wyrzuconych przez siebie "zbitych obrońców"), może ona wykonywać rzuty z linii, którą wyznacza najbliższy królowi obrońca.
Kiedy drużyna zbije wszystkich obrońców, wraca na linię końcową i może zbijać Króla.
Drużyna, która pierwsza zbije Króla, wygrywa.
Jednak drużyna, która przedwcześnie zbije Króla, przegrywa.

### Dodatkowe zasady
Podwójnie zbici obrońcy (przez jedną i przez drugą drużynę) mogą zostać usunięci z pola gry.
Gdy drużyna wyrzuci "zbitego obrońcę" poza pole gry, przeciwnik może go ustawić w dowolnym miejscu - najlepiej blisko króla, aby utrudnić przeciwnikowi jego (ponowne) zbicie.

## Kubb w Polsce
Pierwsza w Polsce zrzeszona drużyna kubb to MGAGA KUBB POZNAŃ, założona w 2023 roku. Zawodnicy jako pierwsi reprezentowali Polskę na Mistrzostwach Europy EKC, kolejno w latach 2023 - Sztokholm, Szwecja; 2024 - Hradec Kralove, Czechy; 2025 - Port Jerome Sur Seine, Francja.